# 香港警察樂隊
香港警察樂隊（英文：Hong Kong Police Band，縮寫：HKPB）於香港主權移交前為皇家香港警察樂隊，隸屬於香港警務處人事及訓練處香港警察學院基礎訓練學校，負責提供各類音樂服務，在警察與公眾及社區關係活動中擔當重要角色，包括參與警務處及消防處的會操、警察之夜、會所活動及音樂會等等，年度官方儀式例如香港特別行政區成立紀念日及中華人民共和國國慶節升旗儀式等等，以至在香港禮賓府舉辦的授勳典禮及官方宴會等等。此外，亦在由其他紀律部隊、政府部門、香港旅遊發展局及香港貿易發展局所舉辦的節目，以至為到慈善團體演出，甚至在香港賽馬會舉行之國際賽事演奏勝出馬匹代表國的國歌；每年參予活動逾500次。成立以來，香港警察樂隊在香港本地、中華人民共和國及世界各地演出，為東南亞最優秀的警察樂隊之一。

## 組織

### 總部
香港警察樂隊以香港警察學院武毅樓為基地，設有營房、練習室、辦公室和樂譜及樂器儲存室等等。

### 架構
- 香港警察樂隊：由銀樂隊及風笛隊所組成，其他樂器表演隊伍及小組均由銀樂隊及風笛隊隊員兼任；風笛隊所穿著的制服乃紀念前警務處處長麥景陶。香港警察樂隊由鄧日燊出任樂隊名譽主席（英文：Honorary Band President，縮寫：HBP），基礎訓練學校校長余偉傑高級警司出任樂隊主席（英文：Band President，縮寫：BP），李家寶警司出任音樂總監（英文：Director Of Music，縮寫：DOM），葉文臻督察出任樂隊主任（英文：BandMaster，縮寫：BM）。
  - 銀樂隊（軍樂隊）：所演奏之曲目範圍極廣，包括進行曲、古典音樂、輕音樂以至香港流行音樂等等。由關健德警署警長出任隊長，一名警長出任步操隊長。
    - 長笛及短笛：由多名警員出任。
    - 雙簧管：由一名警員出任。
    - 降B調單簧管：由一名警長出任（首席）崗位，領導警員。
    - 降B調低音單簧管：由一名警員出任。
    - 中音薩克管：由多名警員出任。
    - 次中音薩克管：由一名警長出任（首席）崗位，領導警員。
    - 上低音薩克管：由一名警員出任。
    - 短號：由一名警長出任（首席）崗位，領導警員。
    - 圓號：由一名警長出任（首席）崗位，領導警員。
    - 長號：由一名警長出任（首席）崗位，領導警員。
    - 低音長號：由一名警長出任。
    - 次中音號：由一名警長出任（首席）崗位，領導警員。
    - 大號：由一名警長出任（首席）崗位，領導警員。
    - 敲擊：由一名警長出任（首席）崗位，領導警員。

  - 風笛隊由風笛手及鼓手所組成，擅長花式步操表演。由程俊劭警署警長出任隊長兼任首席崗位，由一名警長出任步操隊長。
    - 風笛手：由警長及警員組成。
    - 鼓手：由一名警長出任（首席）崗位，領導其他警長及警員。

  - 流行樂隊由4至7人組成，演放背景音樂及流行輕音樂。
  - 儀仗號角隊於開閉幕典禮及貴賓蒞臨之時作演出。
  - 管樂五重奏由5人組成，演放背景音樂等等。
  - 中樂小組由2至15人組成，可靈活結合成不同樂器之組合。
  - 薩克管四重奏由4人以SATB薩克斯風所組成，演奏古典以至爵士樂等多種類型的音樂。
  - 狄西蘭爵士樂隊由9至12人組成，以不同吹管樂器組成，演奏源自新奧爾良爵士音樂為主。
  - 鼓樂隊由5至11人所組成。

### 歷任音樂總監
- 科士打 (Mr W. B. Foster MBE)
- 施秉誠（Mr Robert H. Spencer）
- 活特（Mr Colin C. Wood）
- 白竟成（Mr F.R. Parkinson）
- 吳錦章 (Mr NG Kam-cheung, Philip PMSM)
- 梁寶根 (Mr LEUNG Bo-kun, James PMSM)

## 歷史
香港警察樂隊成立於1951年，早期由科士打（W.B.Foster , MBE）警司領導21人組織而成的銀樂隊，當時屬業餘性質，人員需要執行日常警務；其後因表演需求日增，遂演變成為職業樂隊。及後於1954年組成風笛隊及鼓樂隊，並且逐漸改變組織為職業性的樂隊。
2011年6月30日及7月1日，為了慶祝香港主權移交14週年，香港警察樂隊與中國人民解放軍軍樂團首次合作，一連兩晚於伊利沙伯體育館舉行舉行大型交響管樂音樂會。2011年是香港警察樂隊於香港主權移交後出動次數最多一年，達503次，比較2003年多逾300次。

## 遴選培訓
投考加入香港警察樂隊的人士或者人員，必須擁有相關音樂資歷，熟奏多種樂器，並且達致演奏水平。經過訓練後，人員需要能夠隨時在無音譜提供下，演奏逾200首樂曲。香港警察樂隊約10%人員為正規警務人員，其餘均從外間直接聘請，通過吹奏、視奏考核及警務人員標準體能測試後，再通過4星期的基本訓練（主要學習《警察通例》及武器的使用。）後加入。

## 圖集

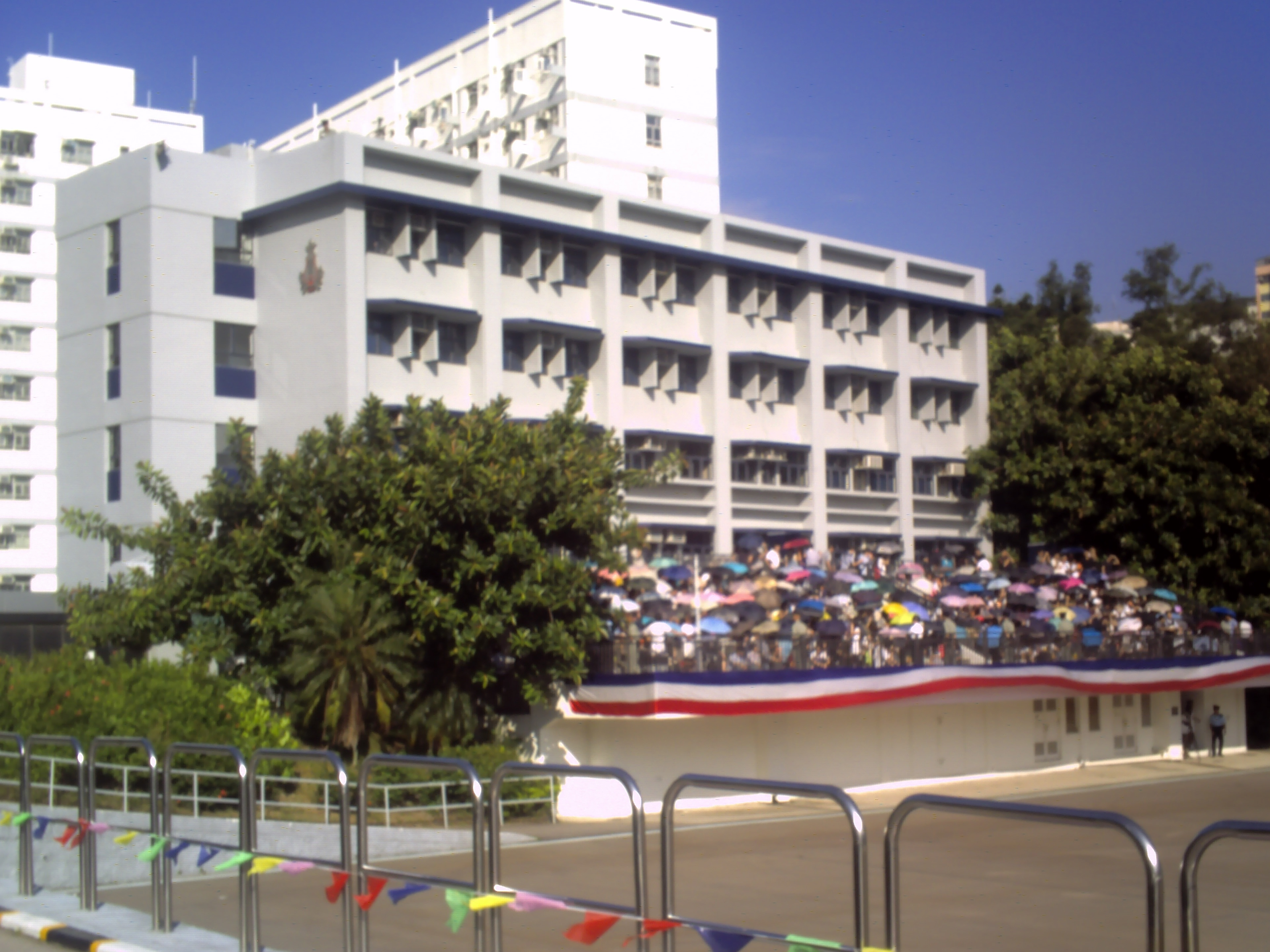
警察學院武毅樓
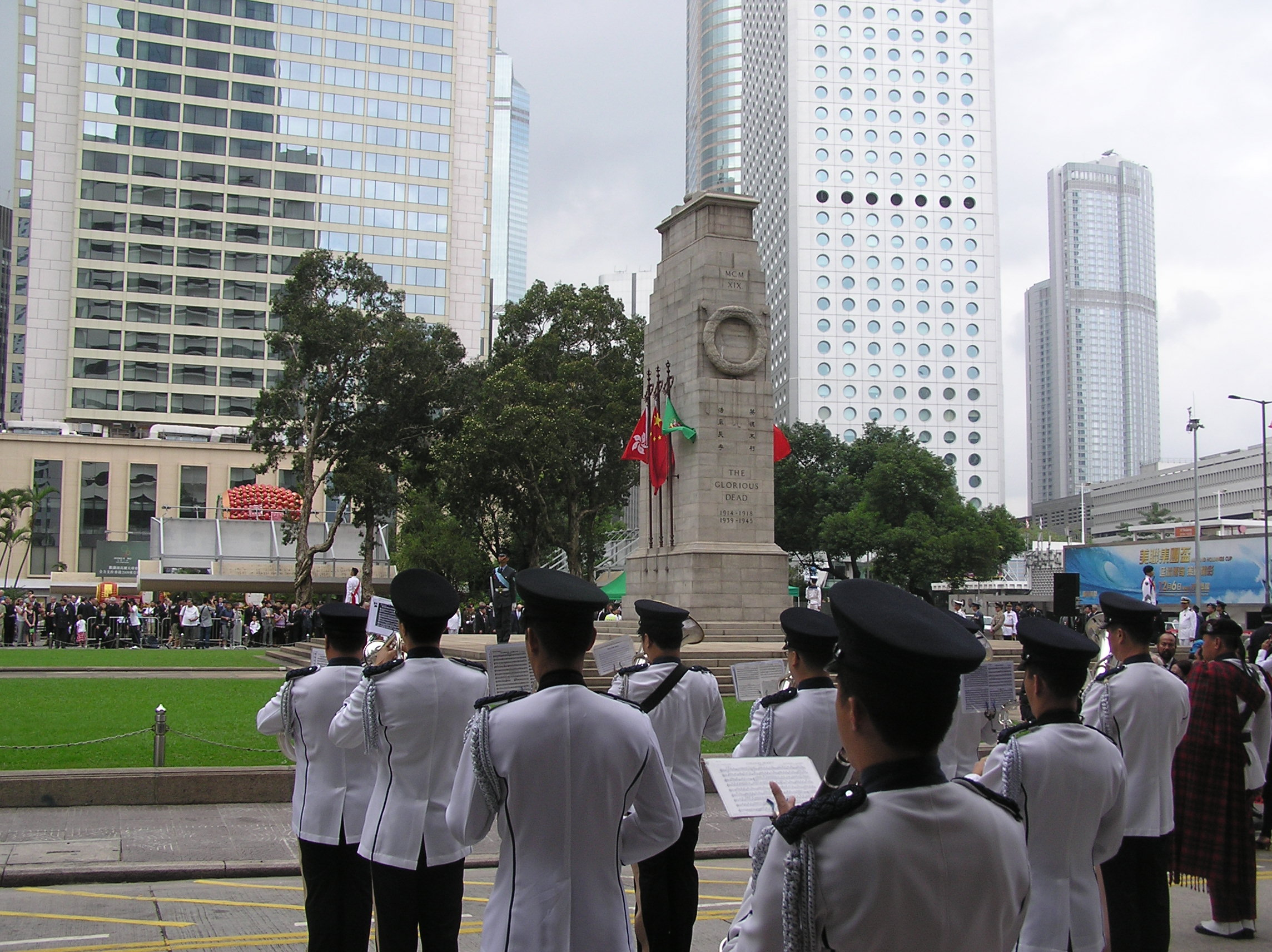
銀樂隊演出中
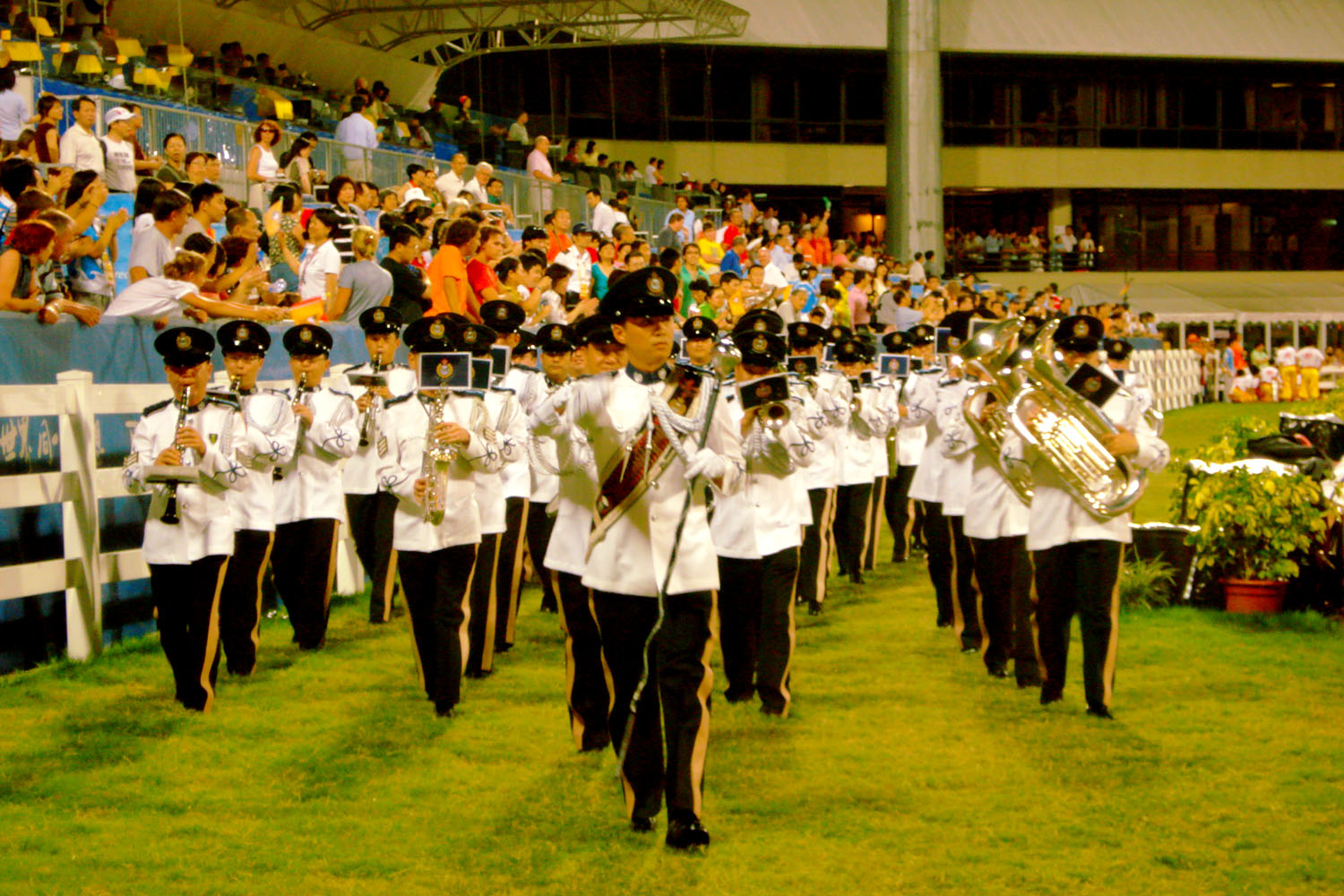
銀樂隊演出中
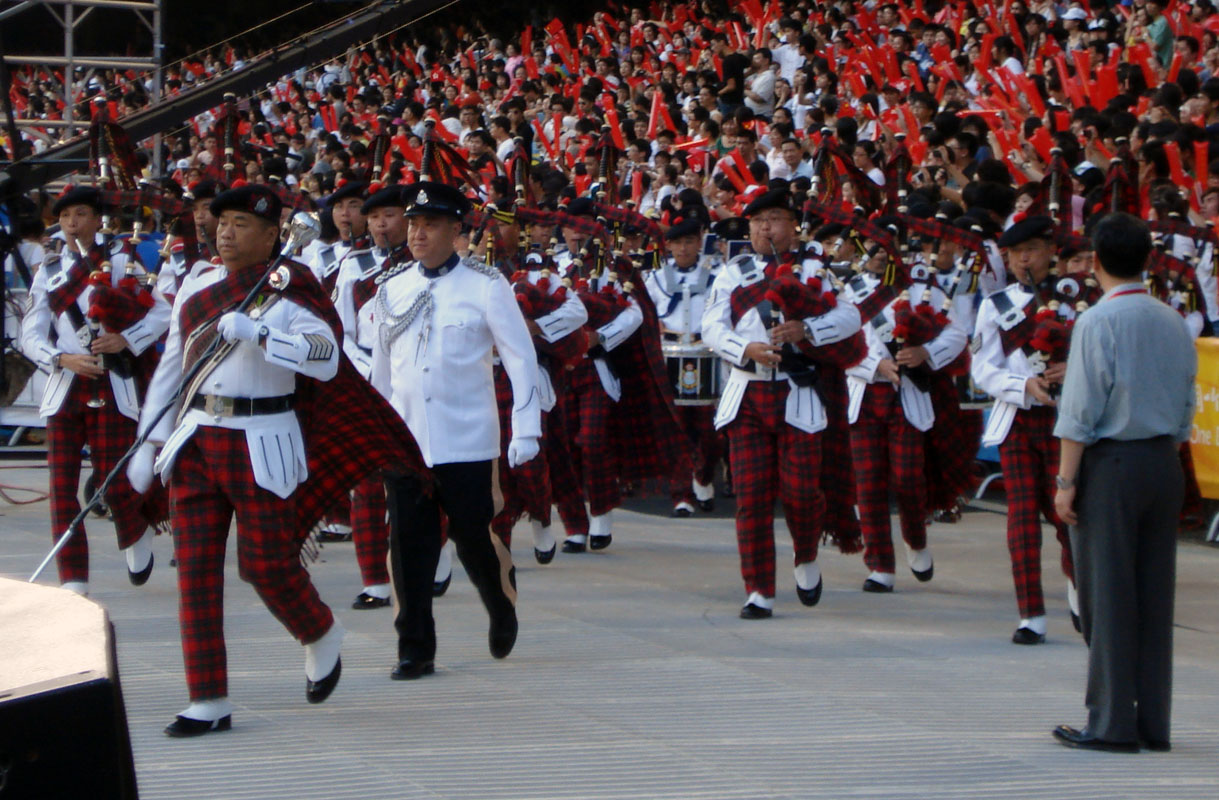
風笛隊演出中
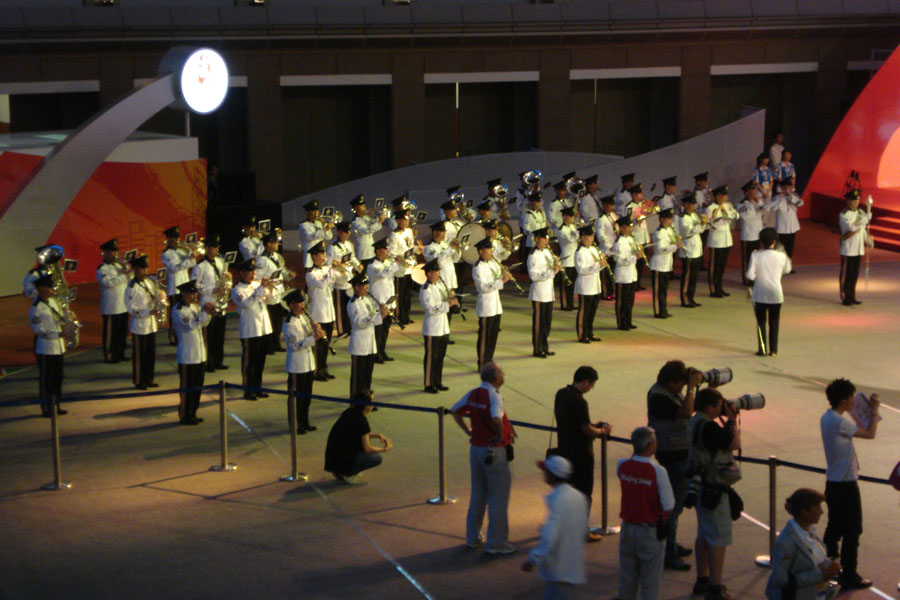
儀仗號角隊演出中
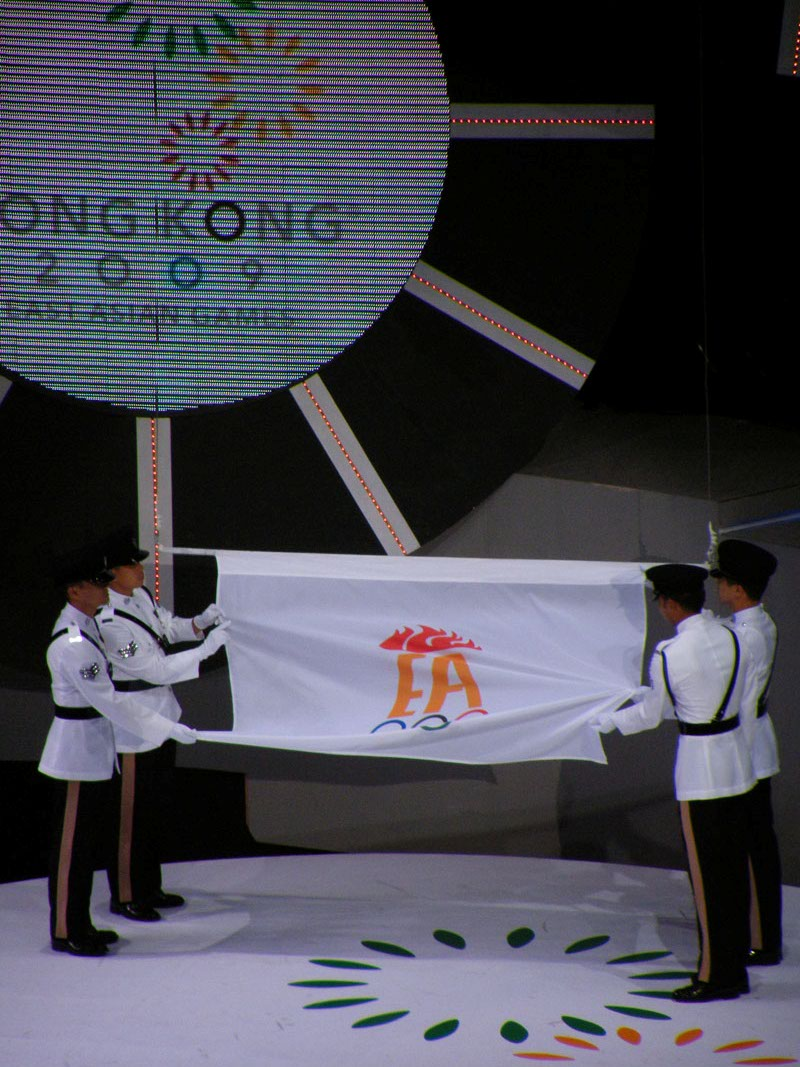
儀仗號角隊於2009年東亞運動會中主持升降旗禮
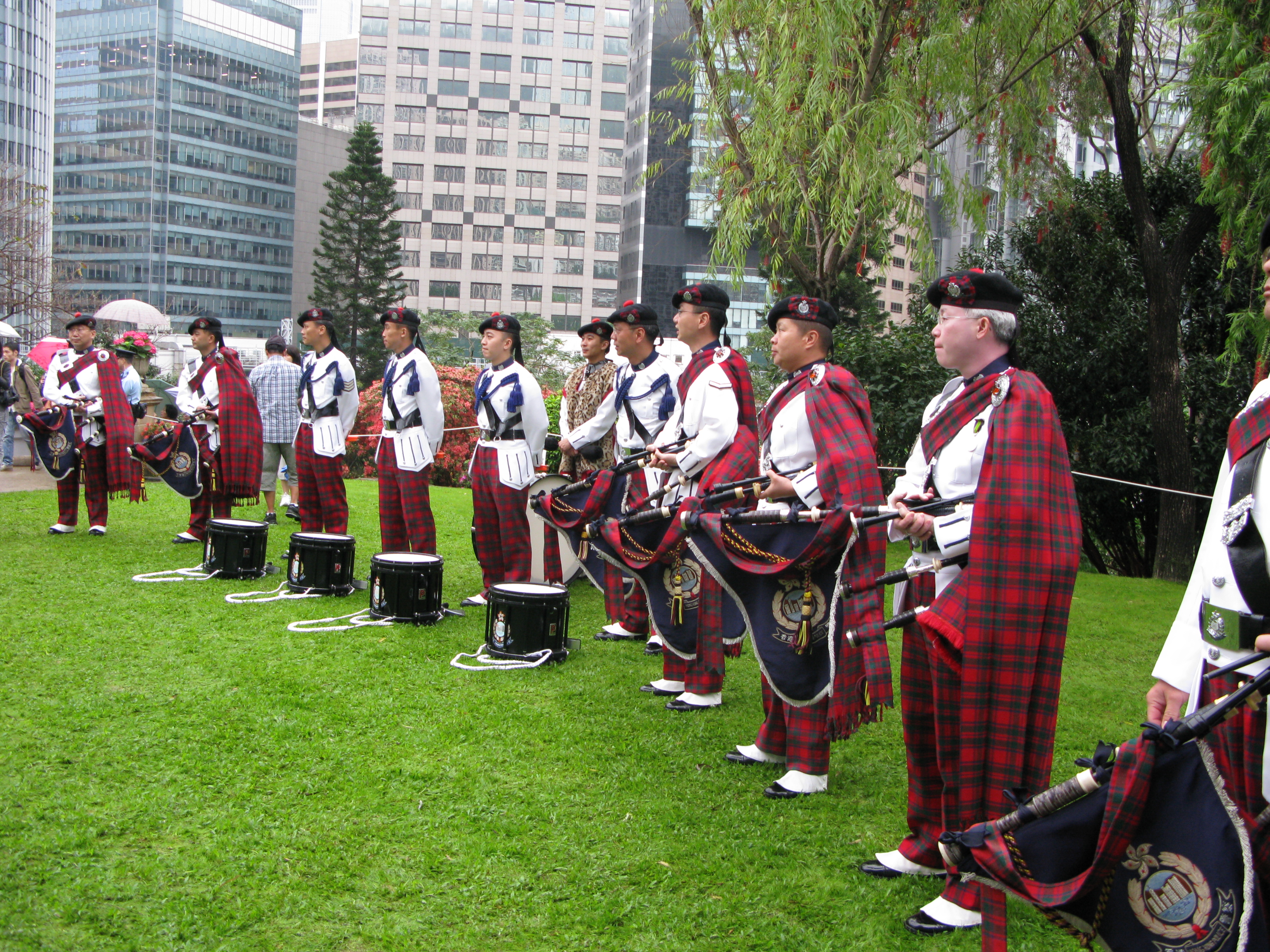
風笛隊於禮賓府開放日時準備演出
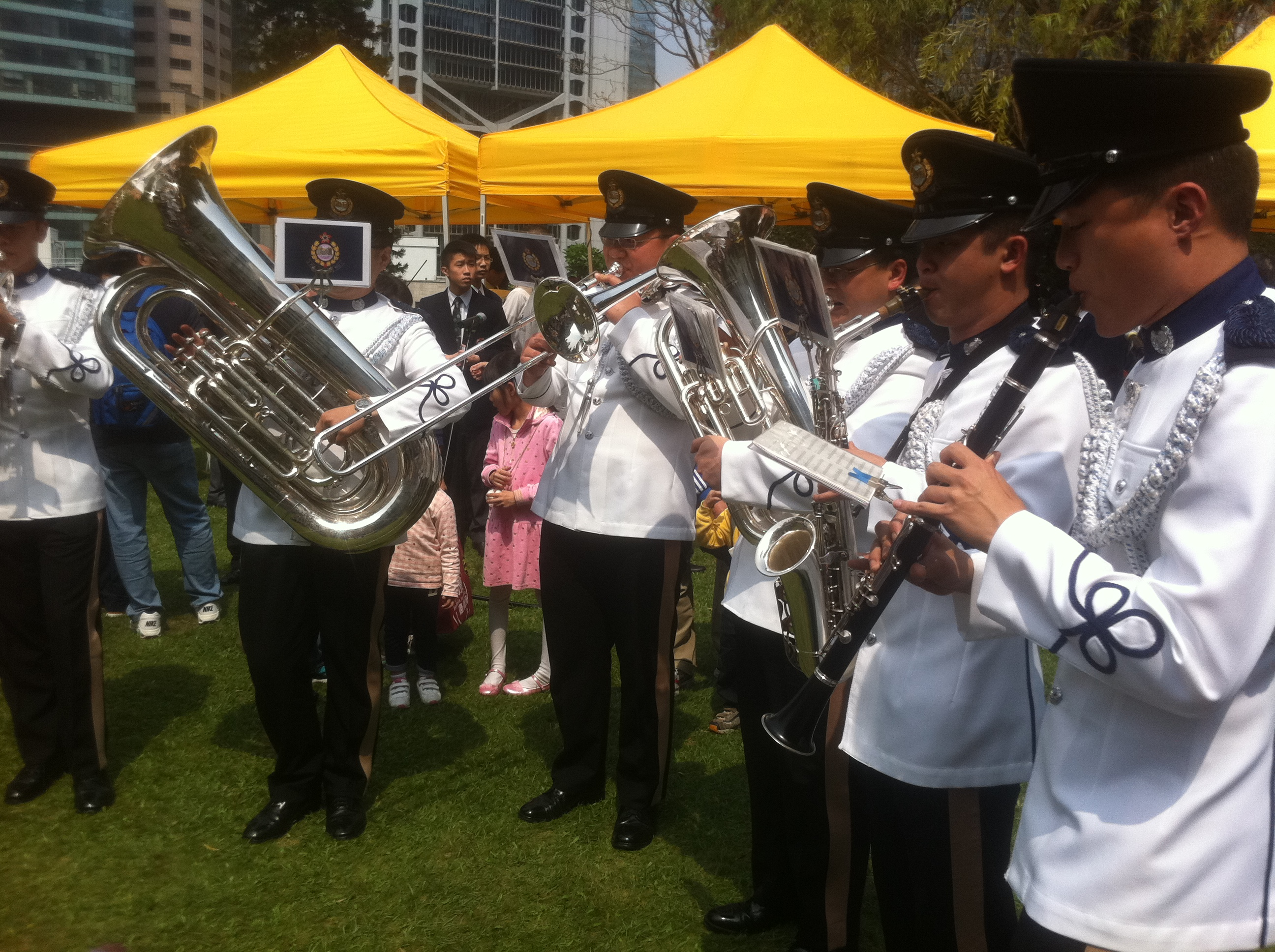
銀樂隊於禮賓府開放日時演出
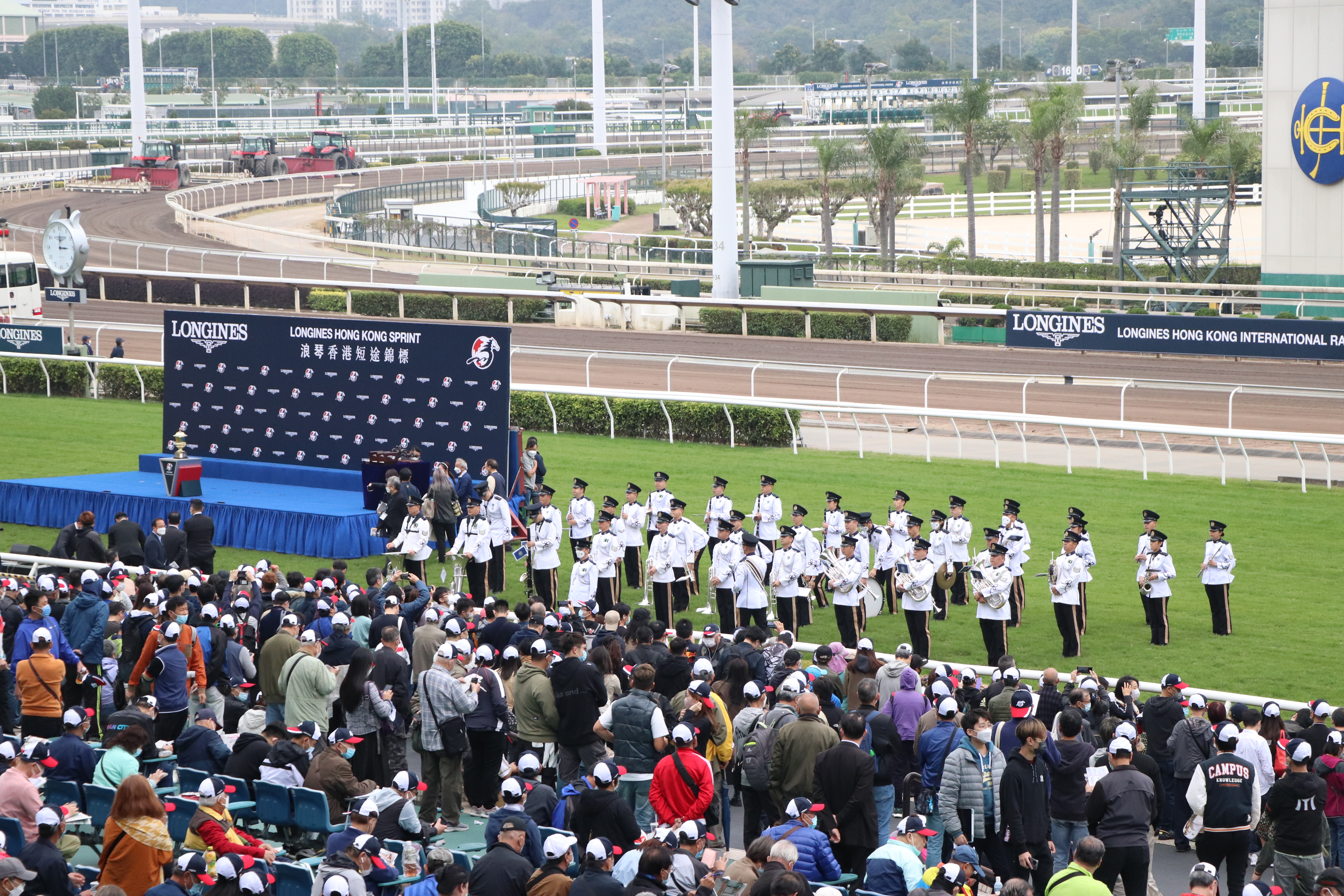
銀樂隊於沙田馬場「2022年香港國際賽事」賽馬日，為該年度「香港短途錦標」賽事的頒獎典禮演出
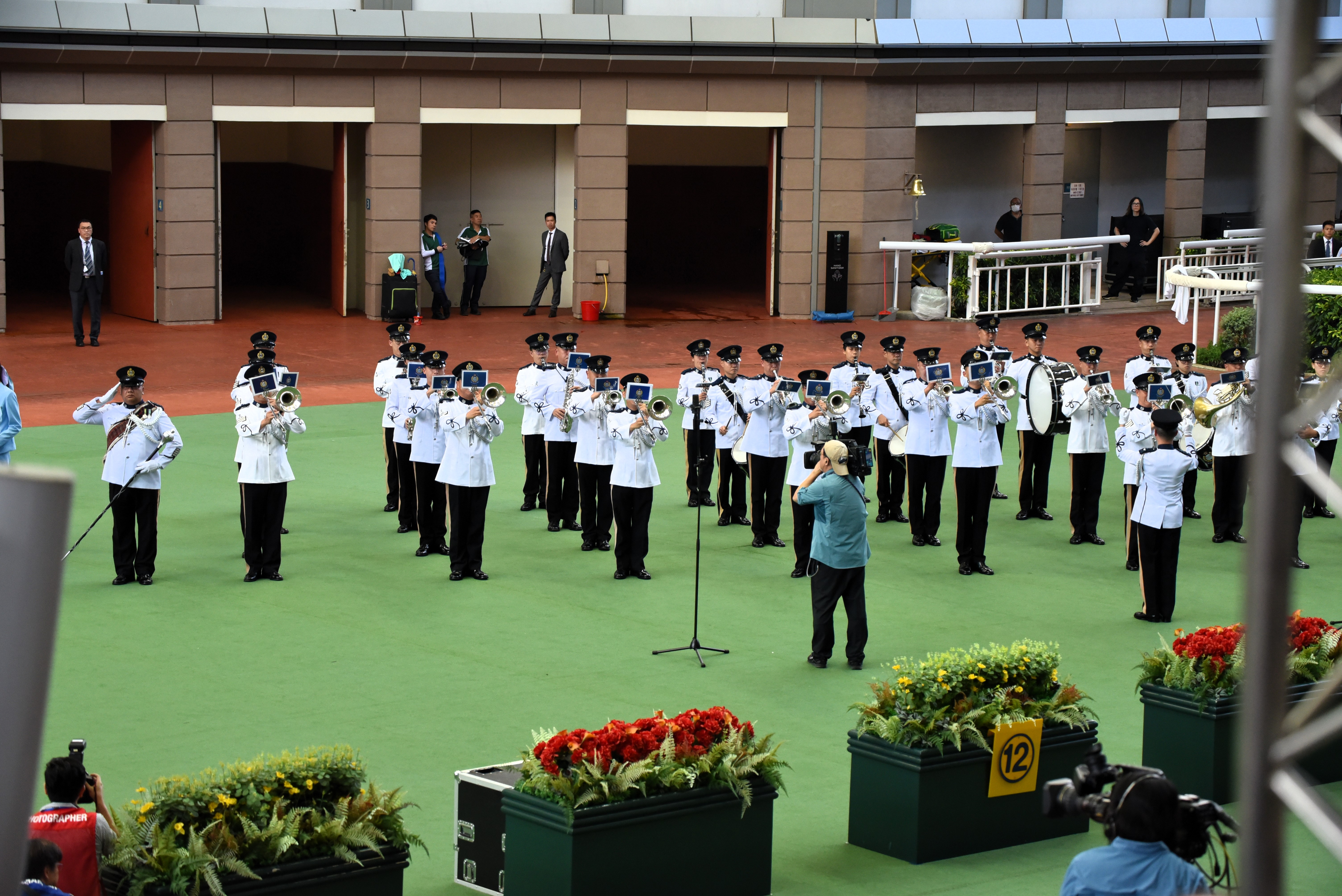
銀樂隊於沙田馬場「香港共慶回歸賽馬日」，為香港回歸盃2023賽事的頒獎典禮演出
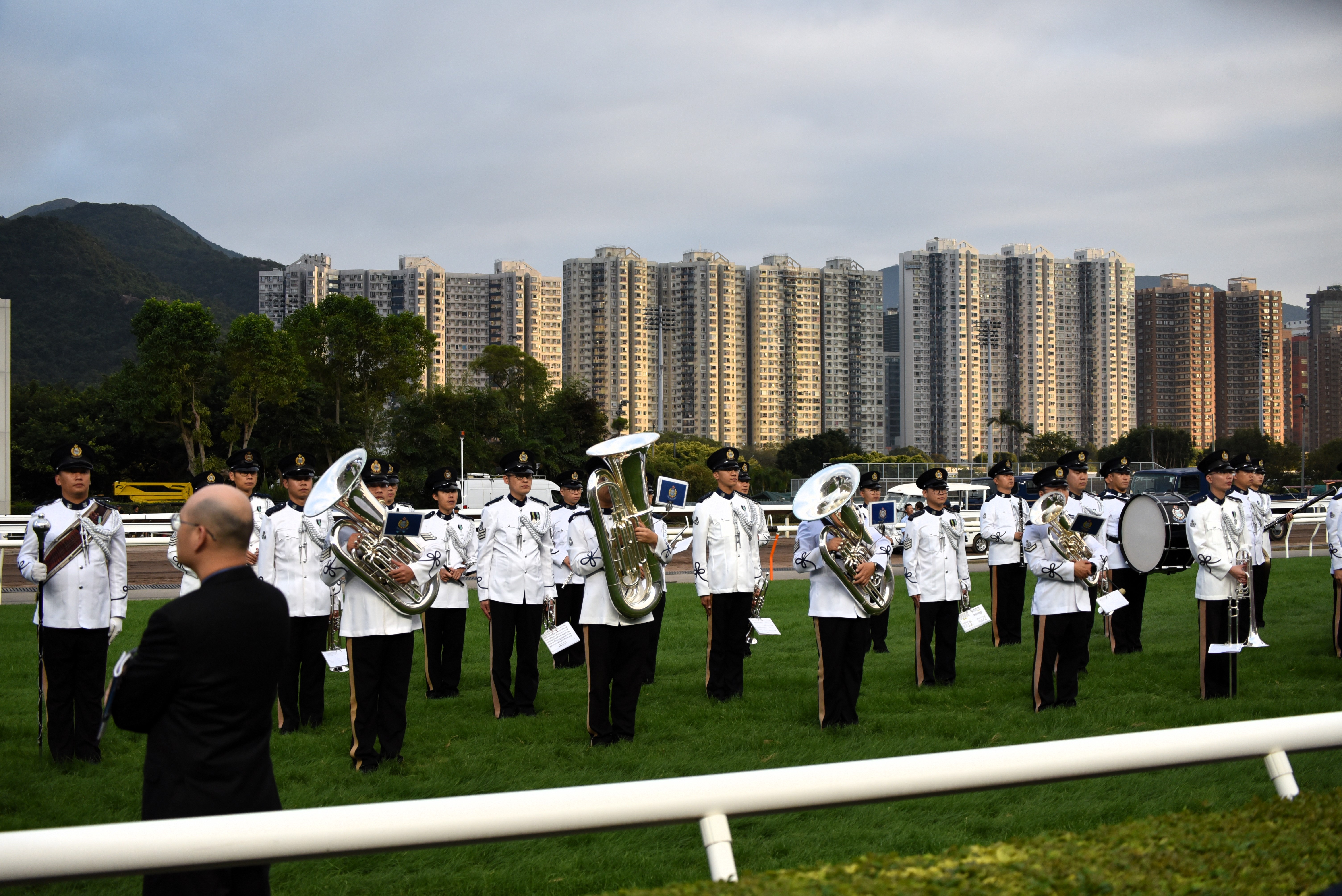
銀樂隊於沙田馬場「2023年香港國際賽事」賽馬日，為該年度「香港盃」賽事的頒獎典禮演出

## 樂器
香港警察樂隊合共使用32種樂器，包括常見的大號、長號、短號、圓號、單簧管、雙簧管、短笛、長笛、風笛及色士風等。

## 演奏樂曲
香港警察樂隊除了演奏傳統英國軍樂，於香港主權移交後亦加入了中國傳統樂曲。

## 軼事
風笛隊禮服的長褲格子就是屬於前警務處長麥景陶的蘇格蘭家族 (Duncan William Macintosh, CMG, OBE)
於2011年由香港上海匯豐銀行推出的100元面額香港紙幣，由香港警察樂隊的銀樂隊為主要設計圖案。
香港警察樂隊於2021年4月15日全民國家安全教育日起，轉用中式操典，取代沿用多年的英式步操。

## 相關參見
- 香港輔助警察隊風笛隊
- 香港警察學院
- 海關樂隊
- 歌連臣角懲教所步操樂隊